# Романюк Анатоль
Романюк Анатоль (рум. Romaniuc, англ. Anatole Romaniuk) (28 лютого 1924 – 5 березня 2018) був українсько-канадським демографом, який зробив внесок у предметні галузі народжуваності та безпліддя, африканської демографії, досліджень аборигенів, розуміння демографічних процесів і прогнозування населення. Він відіграв ключову роль у численних переписах населення, у тому числі в першому переписі населення в Демократичній Республіці Конго, кілька переписів населення в Канаді з 1970 по 1993 роки та перший перепис населення незалежної України (2001).

## Молодість і освіта
Романюк Анатоль народився 28 лютого 1924 року в Зарожанах, Дністровський Район, Україна (на території колишньої Бессарабії та частини Румунії). Втратив батька у віці п’яти років у 1929 році, у 2009 році видав його біографію українською мовою 
Він був змушений виїхати у віці 16 років і жив у кількох країнах, включаючи Німеччину, Бельгію, Демократичну Республіку Конго та Сполучені Штати, перш ніж оселитися в Канаді в 1964 році.
Він продовжив навчання в університеті Університеті Ерлангена—Нюрнберга в Німеччині та Левенському католицькому університеті в Бельгії де здобув ступінь доктора економічних наук. Проходив аспірантуру в INSEE (Institut National de la Statistique et des Études Économiques) у Парижі та має сертифікат з демографії Принстонського університету.

## Кар'єра
Свою кар’єру демографа розпочав у Бельгійському Конго на посаді начальника демографічного бюро (1953–1961), де він провів перший перепис населення в країні. З здобуттям незалежності Демократичної Республіки Конго він приєднався до Університету Кіншаси як дослідник, продовжуючи служити в центральному уряді Конго в якості радника з питань народонаселення міністра планування та економічної координації. З 1961 по 1964 рік він був науковим співробітником управління досліджень народонаселення Принстонського університету. Під час навчання в Принстоні він брав участь в Африканському демографічному проекті, результатом якого стала велика колективна книга, The Demography of Tropical Africa (Brass et al., Princeton University Press, 1968). Двоє чоловіків зіграли ключову роль у просуванні його попередньої кар’єри: Леон Х. Дюпріє, відомий бельгійський економіст, професор Левенського католицького університету та Енслі Дж. Коул, видатний американський демограф і багаторічний директор Офісу Дослідження населення в Принстонському університеті.
У Канаді він продовжив наукову кар’єру як професор Оттавського та Монреальського університетів. Він обіймав керівні посади в Статистичній службі Канади (1968-1993), у тому числі як директор Відділу демографії. Після виходу на пенсію в 1993 році він приєднався до Альбертського університету в якості ад’юнкт-професора, де до 2014 року займався дослідженнями в галузі народонаселення.
Він був членом Ради з народонаселення США (1961–62), президентом Федерації канадських демографів і давнім членом Міжнародного союзу наукових досліджень народонаселення. Він був нагороджений за "значний внесок у міжнародну та канадську демографію" спеціальним випуском Canadian Studies in Population.

## Внесок у популяційні дослідження
Доктор Романюк написав багато робіт у сферах змістовної, методологічної та теоретичної демографії, а також політичної демографії. Його робота зробила значний внесок у літературу про населення, народжуваність в Африці, зокрема в Демократичній Республіці Конго і демографії аборигенів Канади. Він найбільш відомий своїми дослідженнями людської стерильності в тому, що було відомо як «пояс стерильності» в Центральній Африці.
У технічній демографії його внесок полягає в оцінках і прогнозах населення, а також у застосуванні нетрадиційних методів оцінки в країнах, що розвиваються.
У сфері теоретичної демографії деякі його роботи допомогли розширити літературу з теорії демографічного переходу у зв’язку з динамікою змін народжуваності на ранніх етапах модернізації суспільства а також у зв'язку з виникненням постперехідного демографічного режиму, який він називає режимом демографічної зрілості. Він також зробив внесок у епістемологію прогнозування. Що стосується демографічної політики, то він виступає за стаціонарне населення.

### Основна демографія
Особливий інтерес для демографів представляють його праці про Африку на південь від Сахари про колоніальну демографію Конго, сучасний стан народжуваності в Африці і нові моделі народжуваності в африканських міських агломераціях.
У попередній період бельгійського колоніального правління в Конго домінувала проблема депопуляції, яка, як вважають, була спричинена надмірною смертністю через експлуатацію корінного населення в комерційних цілях (зокрема, видобутку каучуку), а також через нові інфекції, занесені колонізатор, тим більше смертоносний, що тубільцям бракувало природного імунітету. Це була версія депопуляції постколумбійської Америки. Деякі західні автори зайшов настільки далеко, що говорив про геноцид, здійснений під час бельгійського колоніального правління за правління Леопольда II (йдеться про втрати 10 мільйонів населення). Романюк наводить вагомі докази депопуляції через поширене безпліддя, викликане венеричними захворюваннями. Примітно, що зона масової стерильності географічно збігається, grosso modo, з регіонами в центральній і північно-східній частині Конго, спустошеними кампаніями афро-арабського рабства в другій половині 19 століття. Відтоді ці регіони відновилися демографічно; практично зникла надмірна стерильність. Здається, це пов’язано з антивенеричними кампаніями, зростанням громадської обізнаності про хвороби, що передаються статевим шляхом, і, можливо, через дегенерацію венеричних мікробів, коли вони еволюціонують від епідемічного до ендемічного стану (типовий випадок для сифілісу).
У більшості країн Африки на південь від Сахари народжуваність залишається високою навіть сьогодні. Романюк стверджує, що за переважаючих умов постійних нестабільних економічних умов і соціальної незахищеності нуклеарна сім’я не є альтернативою розширеному спорідненню з його глибоко вкоріненим почуттям солідарності та походження. Спонукувані культурою та атавізмом, а також економічною раціональністю, віра в переваги численного потомства для безпеки продовжує переважати, хоча моделі розмноження є помірними, щоб оптимізувати шанси впоратися з викликами сучасності.
Після того, як у 1964 році переїхав до Канади, Романюк особливо цікавився демографією аборигенів. За словами Романюка, за чотири століття з моменту, коли європейці вперше ступили на територію країни, демографія аборигенів зазнала драматичних поворотів: від майже повного зникнення, спричиненого насамперед епідеміями, спричиненими європейцями, до яких у них не було імунітету, до вражаючих демографічних відновлення. Однак їхня стійкість проти вищих сил, їхня життєздатність відновлюватися за найнесприятливіших умов не повинні заважати нам визнати, стверджує він, вроджену вразливість меншості, яка чисельно слабша, роздроблена та широко розпорошена, все ще борючись із багато атрибутів незаможного класу людей.

### Теоретична демографія
Важливим є його внесок у теорію початку демографічного переходу (народжуваності) і постперехідного демографічного режиму.
Зазвичай вважається, що модернізація тягне за собою зниження народжуваності. Загалом це вірно, але не обов’язково на ранніх стадіях. У традиційному, досучасному суспільстві безліч біологічних і культурних факторів, таких як тривала лактація, тривала післяпологова сексуальна абстиненція, недоїдання та безпліддя, викликане інфекціями, утримували фертильність значно нижче потенційної. З модернізацією ці чинники, що пригнічують народжуваність, послаблюються або усуваються разом. Проте контроль над народжуваністю не досяг критичного рівня, щоб протистояти цим факторам, пов’язаним з модернізацією – отже, зростання народжуваності. Докази африканського населення та аборигенів Північної Америки підтверджують тезу.
Що стосується постперехідних демографічних етапів, то, за словами Романюка, нації західної цивілізації, зокрема, увійшли в те, що він називає демографічною зрілістю. Жити довше й здоровіше, водночас відтворюючи все менше й менше — ось два головні кореляти. Народжуваність підзаміщує поколінь, глибоке старіння та скорочення населення є його властивими ознаками. За його словами, для управління демографічним режимом, що виникає, потрібні нові способи мислення про населення та інноваційні підходи до політики.

### Методологія
Значна частина роботи доктора Романюка була методологічною.Під час своєї роботи в Прінстонському африканському проекті він намагався розробити способи отримання основних параметрів населення з неповних даних. Так званий метод Брасса для отримання параметрів народжуваності та смертності для історії коли-небудь народжених і вижили дітей матерів, а також моделі стабільної популяції, розроблені Енслі Коулом і Полом Демені в Прінстонському університеті відіграли важливу роль у цьому починанні. Під час роботи у Федеральному бюро статистики Канади він намагався розробити методи оцінки чисельності населення. Його особливий інтерес був до методології прогнозування населення. Згідно з ним, потрібно збалансувати економію з ефективністю, мінімізувати вхідні дані та максимізувати вихідні дані прогнозу, вибравши обмежену кількість параметрів із властивою аналітичною здатністю. Достовірність прогнозів значною мірою залежить від аналітичної якості припущень, що лежать в основі прогнозів.

### Політична демографія
На зрілому етапі свого інтелектуального життя він почав проявляти особливий інтерес до демографічної політики. Натхненний класичним економістом Джоном Стюартом Міллем, він виступає за стаціонарне населення як оптимальну відповідь на пошуки екологічної та економічної сталості, національної ідентичності, соціальної згуртованості та миру у всьому світі. Західні демократії, зокрема, стикаються з унікальним набором викликів, що виникають через переважаючий дисбаланс між народжуваністю та імміграцією. Отже, щоб реалізувати переваги стаціонарної демографічної конфігурації, їм необхідно підвищити свою народжуваність до рівня заміни поколінь. Стосовно доктринальних дебатів, перевага стаціонарної популяції полягає в тому, що вона перетинає довгострокові проблеми екологів і короткострокові проблеми економістів.
Погляд д-ра Романюка на західноєвропейську цивілізацію досить песимістичний, шпенглерівський. Під виглядом мультикультуралізму зводяться нові «миттєві, штучні суспільства», засновані суто на формальному громадянстві, таким чином замінюючи поняття історичної нації, якій потрібні століття, щоб еволюціонувати в національно свідому спільноту народів. Європа 20-го століття мала катастрофічний досвід невдалих спроб створити миттєво створені людиною нові типи суспільств, натхненні або безкласовим суспільством, або расистськими ідеологіями. Виокремлюючи національну ідентичність як проблему, у цьому не мається на увазі жодного наміру піднести національність до священності, щоб назавжди бути замкненою та замороженою в часі. Він також не запропонував би закрити ворота для транснаціонального переміщення людей. Не все погано в мультикультуралізмі, стверджує він. Повага до чужої культури сама по собі є чеснотою. У багатьох випадках діаспори можуть відігравати позитивну роль у міждержавних відносинах і у взаємному збагаченні через взаємозапліднення. Справа не у «все або нічого», а в поміркованості. Усе зводиться до питання про те, що французький гуманіст, письменник і філософ Альбер Камю вклав у два слова: «mesure et démesure».
Книга доктора Романюка, Народжуваність у Канаді: від Baby Boom до Baby Bust, опублікований Статистичним управлінням Канади в 1984 році, заслуговує на те, щоб бути виділеним, оскільки він сколихнув широку громадську дискусію щодо майбутнього Канади та змусив уряди, які змінювали один одного, прийняти політику, зокрема щодо імміграції, для протидії потенційному зростанню населення. Науковці у своїх численних рецензіях високо оцінювали книгу за науковість. Демограф Кароль Кроткі написав у своїй рецензії: "Нечасто подібні роботи виходять з урядового відомства", "Том приносить належне Статистичному управлінню Канади та його автору…", — написав Річард В. Осборн з Департаменту профілактичної медицини та біостатистики Університету Торонто "Ймовірно, все, що можна сказати про сценарій майбутнього, це те, що переважаючим режимом серед промислово розвинутих країн буде режим низької та нестабільної народжуваності", – писав Френк Тровато, тоді як інший канадський демограф, Родерік Божо, повторює думку книги про те, що "прокреативна поведінка може бути радше питанням звичаїв, ніж економіки".
Редакційні статті газет у той час звучали відверто панікерськими. Палата Громад також жваво обговорювала це питання Але замість того, щоб підвищувати народжуваність за допомогою ефективних заходів підтримки сімей, канадські уряди, які змінювали один одного, вдавалися до широкомасштабної імміграції, щоб підтримувати зростання населення.

## Нагороди та відзнаки
- Нагорода Канадського товариства народонаселення за його внесок у канадську демографію та прихильників народонаселення.
- Спеціальний випуск Canadian Studies in Population (Vol. 20, No 1, 2003), "на знак вшанування Анатоля Романюка за його численні внески в міжнародну та канадську демографію від його багатьох колег і друзів".
- Відзнака Президента України за внесок у проведення перепису населення України 2001 року.
- Почесний статистик Держстату України, 2008 рік.
- Почесний громадянин Хотинського району.
- Член Ради народонаселення (США), 1961-62.
- Службова зірка у сріблі як нагорода за добру та віддану службу, згідно з королівським указом від 5 грудня 1959 року (відзнака за досягнення в ДР Конго).

## Особисте життя
Низка особистих трагедій і політичних потрясінь у Центральній і Східній Європі вплинула на його дитинство і ранню юність. Його батько, Іван (Ваня) Романюк, ветеран Російської імператорської армії під час Першої світової війни на Східному фронті та громадський діяч у своїй рідній губернії, Бессарабії (раніше входила до складу Російської імперії та Румунії між 1919 і 1940 роками), був обраний депутатом парламенту Румунії в Бухаресті в 1925 році. Він помер у 1929 році у віці 37 років від хвороб, яких страждав під час війни, залишивши свою молоду дружину вдовою з двома маленькими дітьми, трьох і п'яти років.
Вторгнення радянських військ до його рідної Бессарабії в 1940 році принесло з собою масові депортації до Сибіру. Його мати та її двоє дітей також мали на меті бути депортованими, але їм вдалося втекти, але їх вигнали з країни. Вони потрапили до Німеччини, звідки його мати та сестра втекли через рік. Спроба втечі її сина привела його до в'язниці в Берліні в 1942 році (Alexander Platz Gefängnis). Зрештою йому вдалося втекти до польського Перемишля. Там він вступив підпільним учнем до української середньої школи, яку успішно закінчив у 1944 році. Він утік від просування радянської армії до Словаччини, а згодом до Австрії, де його знову заарештувало гестапо та ув’язнило у Відні. Він дивом урятувався незадовго до захоплення Відня радянською армією. Він був свідком краху нацистської Німеччини в Мюнхені в травні 1945 року. Під час війни він був розлучений зі своєю овдовілою матір’ю та сестрою, тому знадобилося п’ятнадцять років пошуків, щоб знайти їх і відновити зв’язок у Бухаресті, Румунія, де вони оселилися.
Він був активним протягом усього життя, його остання наукова робота вийшла за кілька місяців до смерті.
Він помер вдома в Оттаві, Онтаріо, після нетривалої пневмонії. Йому було 94 роки, залишилися дружина Марія, син і дочка.

### Наукові монографії та упорядковані збірники
- Романюк, A. 2014. Aboriginal Populations: Social, Demographic and Epidemiological Perspectives, contributor and co-editor with Frank Trovato, Alberta University Press.
- Романюк, A. 2006. La démographie congolaise au milieu du XXe siècle, Presses Universitaires de Louvain.
- Романюк, A. 1984. Fertility in Canada: From Baby-boom to Baby-bust, Statistics Canada, Ottawa.
- Романюк, A. 1987. Population Estimation Methods (Editor and contributor), Statistics Canada, Ottawa.
- Романюк, A. 1975. (Jointly with Gnanasekaran, Perreault, Vanasse-Duhamel). Technical Report on Population Projections for Canada and the Provinces, Statistics Canada, 1975.
- Романюк, A. 1968. La fécondité des populations congolaises, Paris: Mouton.
- Романюк, A. (with Brass, Coale, Demeny, Heisel, Lorimer, van de Walle).  1968. The Demography of Tropical Africa, Princeton University Press.

### Автобіографічні книги
- Романюк, A. (Editor). 2014. Deportation to Siberia: Memoires in Russian by Maria Antonov (born Yavorska).
- Романюк, A. 2009. Biography of Ivan Onufriyovych Romaniuk. (In Ukrainian).
- Романюк, A. 2009. Le Congo de ma jeunesse, souvenirs et réflexions d'un démographe. (In French) (The Congo of my Youth: Reminiscences and Reflections of a Demographer), Kinshasa.
- Романюк, A. 2006. Chronicles of a Life: Reminiscences and Thoughts Tied to History, autobiographical, (In Ukrainian).